# Guillermo de Weimar-Orlamünde
Guillermo de Weimar-Orlamünde llamado igualmente Guillermo de Ballenstedt  (Worms, 1112 - 13 de febrero de 1140) noble alemán de la casa de Ascania fue desde 1124 conde de Weimar-Orlamünde así como conde palatino del Rin de 1126/1129 hasta su muerte.

## Familia
Guillermo era el hijo menor del conde palatino del Rin y conde de Weimar-Orlamünde, Sigfrido I (m. 1113), y de su esposa Gertrudis de Nordheim (m. 1154), hija del margrave de Frisia Enrique el Gordo, conde en Rittigau y en Eichsfeld.

## Biografía
Tras la muerte de su padre en 1113, su hermano mayor Sigfrido II, heredó el condado paterno de Weimar-Orlamünde, mientras que el Palatinado del Rin fue usurpado por Godofredo de Calw. 
En 1115 su madre se casó en segundas nupcias con Otón I de Salm, que aseguró sin duda la regencia por cuenta de su hijo menor Sigfrido II. En 1124 su hermano Sigfrido II murió y Guillermo, aún menor, le sucedió como conde de Weimar-Orlamünde, bajo la regencia de Otón.
En 1126 el tío por alianza de Guillermo, el rey de romanos y futuro emperador Lotario III, un cuñado de su madre, presionó a Godofredo de Calw para que Guillermo pudiera recuperar el Palatinado. Guillermo recuperó su título pero hasta el final de su minoría en 1129 permanece bajo la regencia de Godofredo de Calw además de su suegro Otón I de Salm también recibió el título de conde palatino del Rin. En el conflicto por el trono alemán, Guillermo se puso del lado de los güelfos.
Guillermo se casó con una tal Adelaida de origen desconocido que no le da hijos. A la muerte de Guillermo en febrero de 1140 el condado de Weimar-Orlamünde volvió a su primo Alberto el Oso. En el condado del Palatinado el cargo de su cuñado Otón I de Salm fue discutido por el nuevo soberano Conrado III que nombró en su lugar a Enrique III de la casa de Babenberg.